# トーマス・マンガニ
トマ・マンガニ（Thomas Mangani, 1987年4月29日 - ）は、フランス・ヴォクリューズ県カルパントラ出身の元サッカー選手。現役時代のポジションはDF。

## 経歴
サミル・ナスリ、ハテム・ベン・アルファ、カリム・ベンゼマ、ジェレミー・メネズらと共にUEFA U-17欧州選手権に優勝したメンバーの1人である。2014年7月、セリエAのACキエーヴォ・ヴェローナに移籍した。2015年2月2日、リーグ・ドゥのアンジェSCOに期限付き移籍で加入した。
2022年、ACアジャクシオへ完全移籍。